# کامپوباسو
کامپوباسو (به ایتالیایی: Campobasso) یکی از شهرهای کشور ایتالیا است

## جغرافیا

کامپوباسو مرکز ناحیه مولیز و استان کامپوباسو است که در نزدیکی رودخانه بیفرنو واقع شده است.
این شهر ۷۰۰ متر بالاتر از سطح دریا است و به مناطق کوهستانی نزدیک است.
به همین دلیل با متوسط دمای ۱۲ درجه سانتیگراد یکی از سردترین مناطق ایتالیا به حساب می‌آید.
فصل پائیز با حدود ۸۱ میلیمتر پر بارش‌ترین فصل سال در این شهر است.